# Bejt Chanina
Bejt Chanina (hebrejsky: בית חנינא, arabsky: بيت حنينا) je arabská čtvrť v severní části Jeruzaléma v Izraeli, ležící ve Východním Jeruzalému, tedy v části města, která byla okupována Izraelem v roce 1967 a začleněna do hranic Jeruzaléma.

## Geografie
Leží v nadmořské výšce přes 750 metrů, cca 5 kilometrů severně od Starého Města. Na východě s ní sousedí židovská čtvrť Pisgat Ze'ev, na severovýchodě rovněž židovská Neve Ja'akov a na jihozápadě Ramot. Na jihu je jí sousedem arabská čtvrť Šu'afat. Bejt Chanina je situována na náhorní planinu, která se mírně zvedá směrem k severu. Vystupuje z ní na jižním okraji čtvrti pahorek Giv'at Šaul. Na západě je čtvrť ohraničena zářezem údolí vádí Nachal Atarot. Severojižním směrem jí prochází dálnice číslo 60 (Derech ha-Aluf Uzi Narkis a Derech Ramala). V roce 2011 sem byla dobudována tramvajová trať, jež spojuje čtvrť s centrem města. Počátkem 21. století byla poblíž severní částí čtvrtě zčásti vedena Izraelská bezpečnostní bariéra, která od ní oddělila některá arabská ležící vně hranic Jeruzaléma (zejména lidnatou obec al-Ram na severovýchod odtud).

## Dějiny
Je situována na strategickém místě při historické silnici z Jeruzaléma na Ramalláh a Nábulus. Obyvatelstvo pochází z arabských přistěhovalců z jižního Jordánska a snad i z Egypta. Většina obyvatel patří k rodům Abdach, Abu Šahira, Abu T'eah, Hori a Šuman. Historické jádro Bejt Chaniny leží na malém pahorku, odkud zástavba zejména během 20. století rychle expandovala. V roce 1922 tu žilo 996 lidí, v roce 1945 už 1590. Většina obyvatel jsou arabští muslimové, malá menšina je řecká ortodoxní. Po konci první arabsko-izraelské války byla na základě dohod o příměří z roku 1949 začleněna do teritoria pod kontrolou Jordánska. V roce 1967 byla tato oblast obsazena Izraelem a připojena k Jeruzalému. V roce 1965 si na vrcholu Giv'at Šaul začal jordánský král Husajn I. stavět svou rezidenci. Rozstavěný skelet jordánského královského paláce nebyl po roce 1967 nikdy dokončen. V Bejt Chanině žije 30 000 obyvatel. Po roce 1967 se několik židovských rodin pokoušelo neúspěšně usadit v této čtvrti. V okolí čtvrtě jsou starověké lomy na kámen.